# One Legazpi Park
One Legazpi Park, voorheen bekend als de Asia Tower II, is een wolkenkrabber in Makati, Filipijnen. De bouw van de woontoren, die op de hoek staat van Legazpi Street en Rada Street, begon in 2001 en werd in 2006 voltooid.

## Ontwerp
One Legazpi Park is 150,01 meter hoog en telt 4 liften. Het bevat naast 45 bovengrondse etages, ook 4 ondergrondse verdiepingen, die samen met 4 bovengrondse lagen in beslag genomen worden door een parkeergarage. Daarnaast bevat het gebouw een zwembad, een kinderopvang en sportschool. Het is modernistische stijl ontworpen door Architecture International, Ltd in samenwerking met G.F. & Partners.